# Saropogon hypomelas
Saropogon hypomelas är en tvåvingeart som först beskrevs av Friedrich Hermann Loew 1866.  Saropogon hypomelas ingår i släktet Saropogon och familjen rovflugor. Inga underarter finns listade i Catalogue of Life.